# Меланта
Меланта или Меланто (грч. Μελανθώ) је у грчкој митологији било име више личности.

## Митологија
1. Према Хомеру, била је Одисејева слушкиња, Мелантејева (или Мелантијева) сестра и Долијева кћерка. Била је у вези са једним од Пенелопиних просилаца, Еуримахом.[1] Када је Одисеј стигао у Итаку прерушен, трпео је разна понижења, па тако и грдњу своје слушкиње Меланте.[2] Заједно са другим неверним слушкињама, морала је да опере крв побијених просилаца, а потом је Одисеј рекао сину Телемаху да их убије мачем. Телемах их је, уместо тога, обесио.[3]
2. Према Овидијевим „Метаморфозама“, Меланта је била принцеза из Фокиде у централном делу Грчке, којој се Посејдон приближио у виду делфина. Према неким ауторима, родила му је сина Делфа.[1][4]
3. Супруга Кријаса и мајка Форбанта, Ереуталиона и Клеобеје.[5]